# Біскупиці (Радзейовський повіт)
Біскупиці (пол. Biskupice) — село в Польщі, у гміні Радзеюв Радзейовського повіту Куявсько-Поморського воєводства.
Населення — 573 особи (2011).
У 1975-1998 роках село належало до Влоцлавського воєводства.

## Демографія
Демографічна структура станом на 31 березня 2011 року:
|          | Загалом | Допрацездатний вік | Працездатний вік | Постпрацездатний вік |
| -------- | ------- | ------------------ | ---------------- | -------------------- |
| Чоловіки | 281     | 70                 | 182              | 29                   |
| Жінки    | 292     | 73                 | 158              | 61                   |
| Разом    | 573     | 143                | 340              | 90                   |